# Megachile ornaticoxis
Megachile ornaticoxis är en biart som beskrevs av Cockerell 1935. Megachile ornaticoxis ingår i släktet tapetserarbin, och familjen buksamlarbin. Inga underarter finns listade i Catalogue of Life.